# Championnats du monde de snowboard 2011
Navigation
Édition précédente Édition suivante
La 9e édition des Championnats du monde de snowboard se sont déroulés du 15 au 22 janvier 2011 à La Molina (Espagne). La ville se voit attribuer l'organisation de cette compétition bisannuelle le 25 mai 2006 à Vilamoura au Portugal par la Fédération internationale de ski, autorité organisatrice de l'événement. La  Molina accueille pour la première fois ce rendez-vous. L'épreuve de Big air qui ouvre ses championnats se déroule à Barcelone.

## Résultats

### Hommes
| Épreuves                          | Or               | Argent              | Bronze             |
| --------------------------------- | ---------------- | ------------------- | ------------------ |
| Big air 15 janvier                | Petja Piiroinen  | Seppe Smits         | Rocco van Straten  |
| Snowboardcross 18 janvier         | Alex Pullin      | Seth Wescott        | Nate Holland       |
| Slalom géant parallèle 19 janvier | Benjamin Karl    | Rok Marguc          | Roland Fischnaller |
| Half-pipe 20 janvier              | Nathan Johnstone | Iouri Podladtchikov | Markus Malin       |
| Slalom parallèle 22 janvier       | Benjamin Karl    | Simon Schoch        | Rok Marguc         |
| Slopestyle 22 janvier             | Seppe Smits      | Niklas Mattsson     | Ville Paumola      |

### Femmes
| Épreuves                          | Or                   | Argent              | Bronze            |
| --------------------------------- | -------------------- | ------------------- | ----------------- |
| Snowboardcross 18 janvier         | Lindsey Jacobellis   | Nelly Moenne-Loccoz | Dominique Maltais |
| Slalom géant parallèle 19 janvier | Alena Zavarzina      | Claudia Riegler     | Doris Günther     |
| Half-pipe 20 janvier              | Holly Crawford       | Ursina Haller       | Liu Jiayu         |
| Slalom parallèle 22 janvier       | Hilde-Katrine Engeli | Nicolien Sauerbreij | Claudia Riegler   |
| Slopestyle 22 janvier             | Enni Rukajarvi       | Sarka Pancochova    | Shelly Gotlieb    |

### Tableau des médailles
| Rang | Nation           | Or | Argent | Bronze | Total |
| ---- | ---------------- | -- | ------ | ------ | ----- |
| 1    | Australie        | 3  | 0      | 0      | 3     |
| 2    | Autriche         | 2  | 1      | 2      | 5     |
| 3    | Finlande         | 2  | 0      | 2      | 4     |
| 4    | États-Unis       | 1  | 1      | 1      | 3     |
| 5    | Belgique         | 1  | 1      | 0      | 2     |
| 6    | Norvège          | 1  | 0      | 0      | 1     |
| 6    | Russie           | 1  | 0      | 0      | 1     |
| 8    | Suisse           | 0  | 3      | 0      | 3     |
| 9    | Pays-Bas         | 0  | 1      | 1      | 2     |
| 9    | Slovénie         | 0  | 1      | 1      | 2     |
| 11   | France           | 0  | 1      | 0      | 1     |
| 11   | Suède            | 0  | 1      | 0      | 1     |
| 11   | Tchéquie         | 0  | 1      | 0      | 1     |
| 14   | Canada           | 0  | 0      | 1      | 1     |
| 14   | Chine            | 0  | 0      | 1      | 1     |
| 14   | Italie           | 0  | 0      | 1      | 1     |
| 14   | Nouvelle-Zélande | 0  | 0      | 1      | 1     |